# Milch ins Feuer
Milch ins Feuer ist ein deutscher Spielfilm von Justine Bauer. Er feierte seine Weltpremiere am 2. Juli 2024 auf dem Filmfest München in der Sektion Neues Deutsches Kino und wurde dort mit dem Förderpreis Neues Deutsches Kino ausgezeichnet.

## Handlung
Katinka und ihre zwei Schwestern leben bei ihrer alleinerziehenden Mutter, Marlies, auf einem Milchbauernhof. Katinka hilft stetig mit, obwohl sie noch zur Schule geht und will auch in Zukunft Bäuerin werden. Den Hof kann sie aber nicht übernehmen, weil dafür ihr Bruder Michi vorgesehen ist. Katinka bleibt so nur die Möglichkeit, in einen anderen Bauernhof einzuheiraten. Michi hat Anna geschwängert, die sich nicht entscheiden kann, wie sie mit der Schwangerschaft umgehen soll. Zu einem klärenden Gespräch kann sich Michi nur schwer durchringen.
Den Alltag verbringt die Familie überwiegend auf dem Hof, den zu bewirtschaftenden Feldern und am nahegelegenen See. Anna ist mit Katinka befreundet und zeigt ihr und ihren Schwestern gerne Sportübungen. Außerdem unterhält sich Katinka gerne mit ihrer Oma, die noch auf dem Hof lebt und einen Gemüsegarten unterhält. Bei einer Rückfahrt von der Schule mit dem Auto wird eine Katze angefahren. Katinka fordert den Fahrer auf anzuhalten, falls die Katze nicht sofort gestorben ist. Tatsächlich lebt die Katze noch und während die anderen diskutieren, was zu tun ist, holt Katinka eine Schaufel und bringt die Katze um. An einem anderen Tag kommt der Tierarzt, um ein Lama zu kastrieren. Katinka sorgt dafür, dass das Lama still hält und Marlies bringt noch einen Kater vorbei und bittet darum, diesen auch noch bei Gelegenheit zu kastrieren.
Der Nachbar ist ebenso Milchbauer und das Bild seiner Familie wird von der lokalen Molkerei verwendet, um den Joghurt zu bewerben. Der Nachbarbauer beschwert sich aber über die sinkenden Milchpreise und stellt dafür grüne Kreuze auf. Um mehr Aufmerksamkeit zu erreichen, zündet er einen Heuhaufen an, ruft Polizei und Presse an und löscht das Feuer mit Milch. Anschließend interessiert sich dafür aber niemand und der Nachbarbauer nimmt sich auf einem Feld von Marlies das Leben, indem er sich an einem Baum erhängt.
Für die Werbung auf dem Joghurtglas wird nun ein neues Bild benötigt, weshalb die Familie von Marlies dazu aufgefordert wird, sich für ein Fotoshooting aufzustellen. Auf dem Foto stehen schließlich Michi und Anna in der Mitte.

## Hintergrund
Milch ins Feuer entstand als Abschlussfilm an der Kunsthochschule für Medien Köln. Er entstand mit Hilfe der Abschlussfilmförderung der Film- und Medienstiftung NRW. Der Film wurde produziert von der Kunsthochschule für Medien Köln und Sweet godless Turtle Film Productions. Produzent ist der Regisseur Semih Korhan Güner.
Gedreht wurde der Film fast ausschließlich mit Amateurdarstellerinnen, welche über einen Zeitungsartikel gecastet wurden. Die Sprache des Films ist Hohenlohisch.
Die Rolle der Mutter übernahm die Schauspielerin Johanna Wokalek.
Die Rolle des Michis übernahm Simon Steinhorst.
Am 7. August 2025 kam der Film in die deutschen Kinos.

## Kritiken
„Es ist also alles da, was man von einem Film über das Landleben erwarten würde. Und trotzdem ist alles ganz anders, bis hin zur sparsamen, klassizistisch angehauchten Musik (Cris Derksen), die nicht untermalt, sondern eigene Akzente setzt. […] In den lose gestrickten, dramatisch nicht zugespitzten Alltagsepisoden schimmert etwas durch, was nicht behauptet, sondern unspektakulär gelebt wird: Dass die Männerherrschaft läng[s]t Risse bekommen hat und dass hier ein paar junge Frauen heranwachsen, die sämtlichen Widerständen trotzen.“

„‚Milch ins Feuer‘ blickt wie durch ein Brennglas in die reale Lebenswelt eines kleinen Bauerndorfes, ohne beschönigende Überhöhung, aber mit poetischer Wucht.“

“Bauer’s assured storytelling and sense of place leave you keen to discover what she does next.”

## Auszeichnungen
- 2024 MFG Star[6]
- 2024 New German Cinema Award Best Production auf dem Filmfest München[7]
- 2024 Göttinger Gänseliesel als bester Spielfilm des europäischen Filmfestivals Göttingen[8]
- 2024 wurde der Film mit dem Förderpreis in der Kategorie „Film“ des Landespreises für Dialekt Baden-Württemberg ausgezeichnet.[9]
- 2022 Nominierung First Steps Award Bestes Drehbuch
- 2021 Bested Drehbuch Sehsüchte internationales Filmfestival